# 콩포르
콩포르(Confort)는 프랑스 오베르뉴론알프 앵주의 코뮌이다.

## 지리
낭튀아 아롱디스망, 발세론 캉통에 속해 있으며, 페이벨가르디앙 코뮌공동체의 일원이다.
발세린 계곡에 위치해 있으며, 코뮌 내 마을은 뮐라즈 (Mulaz) 단 하나로 구성된다. 읍내를 지나는 도로는 망티에르의 작은 동네와 이웃마을 셰제리포랑의 망티에르길로 이어진다.

## 역사
중세 시대에는 순례길에 세워진 주요 마을 중 하나였다.
1601년 페드젝스와 뷔제가 프랑스에 편입될 당시, 스페인 도로를 경계로 분할된 사부아 공작령 내에 속했다. 스페인 도로는 그레쟁 다리에서 시작해 이곳을 지나가 프랑슈콩테까지 이어지는 길목이었다. 1760년 토리노 조약 체결과 함께 기존의 경계가 폐지되고, 콩포르는 프랑스에 속하게 되었다.
1858년 랑크랑 (Lancrans)가 별도의 코뮌으로 분리되었다.

## 명소

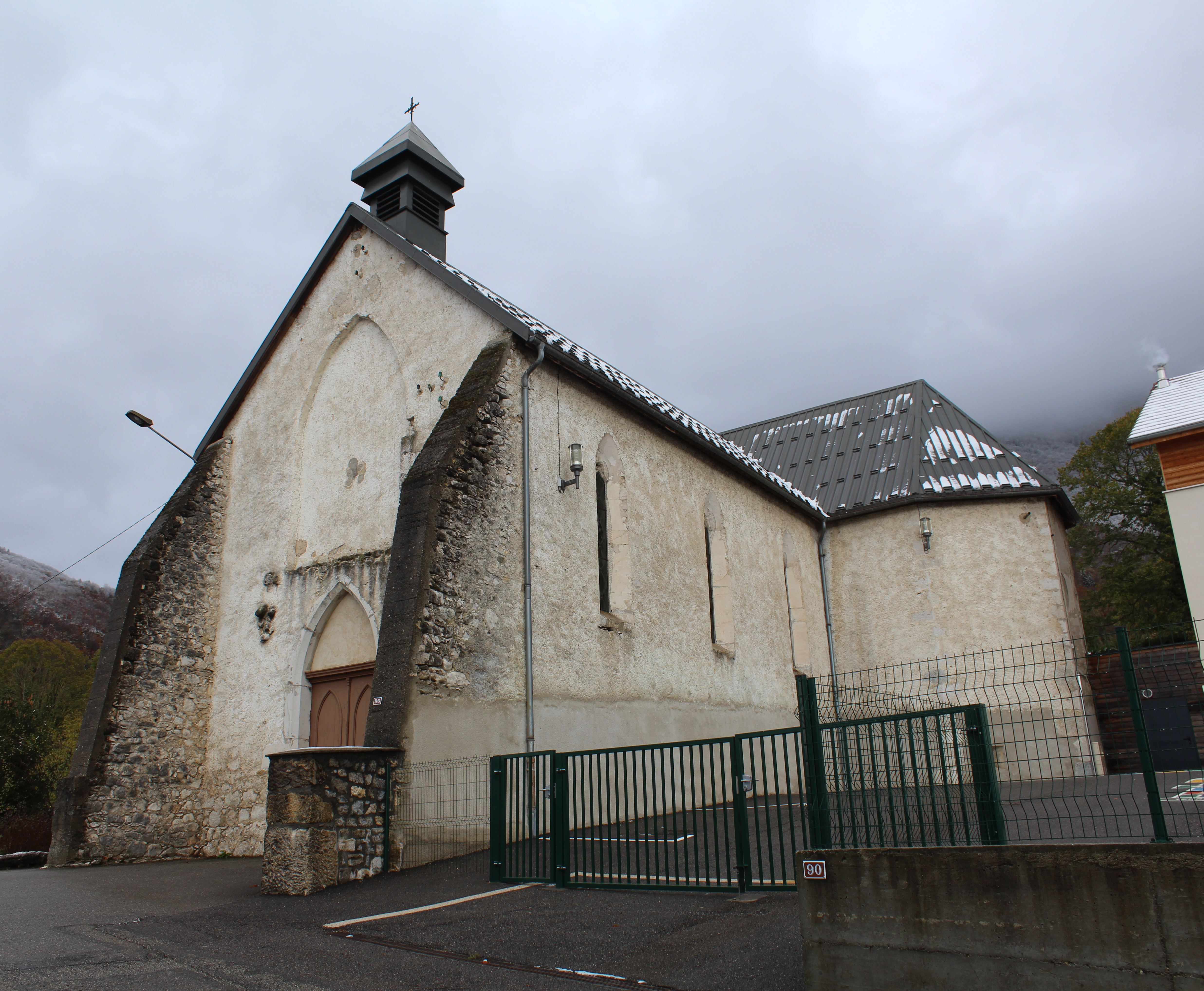
원죄 없는 잉태 교회

- 오트쥐라 지역 자연공원 (Parc naturel régional du Haut-Jura)
- 리마퀼레콩세시옹 교회 (Église de l'Immaculée-Conception)
- 물랭 데 피에르 다리 (Pont du moulin des pierres)

## 같이 보기
- 앵주의 코뮌 목록